# Ependimoma
L'ependimoma è una neoplasia che si sviluppa dalle cellule ependimali, che rivestono i ventricoli, il plesso corioideo, il filum terminale e il canale centrale del midollo spinale. Cellule ependimali sono presenti anche nel parenchima cerebrale quale risultato di migrazione da aree periventricolari alla corteccia cerebrale, durante lo stadio embrionale.

## Anatomia patologica

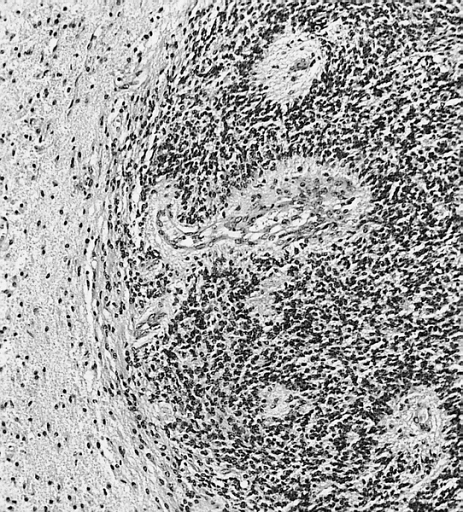
Micro. Sullo sfondo di ependimoma ben
differenziato sono presenti lobuli di aumentata densità cellulare.

Questo tipo di tumore può comparire ad ogni età, ma presenta due picchi caratteristici, uno da zero a 10 anni ed un altro tra i 40 e i 50 anni. Le lesioni intracraniche (di solito nella fossa cranica posteriore) sono più comuni nella prima fascia di età, quelle spinali nella seconda.
Come si vede dalle Tabelle 1 e 2, si tratta di tumori abbastanza rari, sia in assoluto tra le neoplasie del sistema nervoso (2,3%), sia tra i gliomi (5,6%).
Si distinguono in lesioni di basso grado (I e II della scala WHO) e lesioni anaplastiche (III della scala WHO). In particolare il subependimoma e l'ependimoma mixopapillare sono di grado I, l'ependimoma è di grado II, l'ependimoma anaplastico è di grado III. (Vedi la Classificazione dei tumori del sistema nervoso centrale.)
Gli ependimomi di basso grado nella spina dorsale resecabili vengono trattati con la sola chirurgia.

Mentre il ruolo della radioterapia postchirurgica per gli ependimomi intracranici di basso grado rimane controversa, i tumori anaplastici o quelli di basso grado non completamente escissi sono normalmente trattati con radioterapia.
Studi clinici hanno mostrato che gli ependimomi rispondono ai regimi chemioterapici, soprattutto a quelli basati sul platino.
Dallo studio appena citato si evince infatti che la chemioterapia basata su platino fornisce il 67% delle risposte, mentre i regimi basati su nitrosurea hanno una risposta del 25%.
Per quanto riguarda la prognosi, gli ependimomi di grado II hanno una sopravvivenza libera da malattia a 6 anni del 66% ed una sopravvivenza globale dell'87%; per gli ependimomi anaplastici questi valori scendono rispettivamente al 29% e al 37%.

## Ependimoma midollare
Quando il tumore si trova nel midollo spinale, provoca inevitabilmente compressione nervosa. Se è situato al livello delle vertebre cervicali, i disturbi neurologici possono coinvolgere tutto il corpo: con problemi di sensibilità, formicolio, anchilosi, disturbi motori, sino alla paralisi totale (tetraplegia). Se invece è localizzato al livello delle vertebre lombari (che è il caso più frequente), i sintomi saranno poi minori, ma non meno dolorosi:debolezza muscolare delle gambe fino alla paralisi (paraplegia), disturbi urinari, disturbi della sensibilità e dolore irradiato dal bacino fino a piedi.

## Ependimoma extraspinale
L'Ependimoma Extraspinale (EEP), noto anche come ependimoma extradurale, può essere un'insolita forma di teratoma 
o può essere confuso con un teratoma sacrococcigeo.

## Associazioni
Gli ependimoni possono causare talvolta siringomielia e sono talvolta associati con neurofibromatosi di tipo II.

## Galleria d'immagini

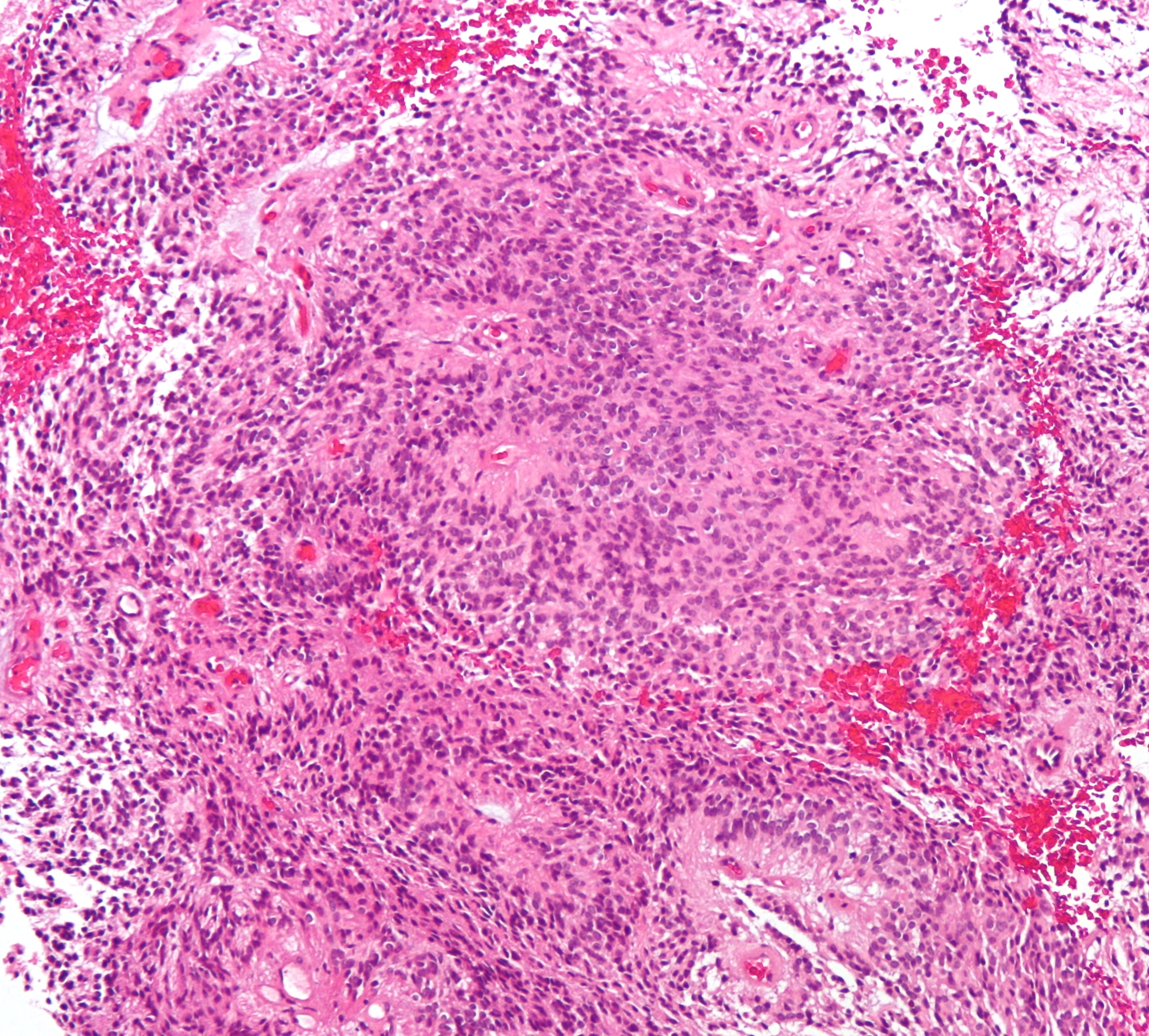
Una vista al microscopio
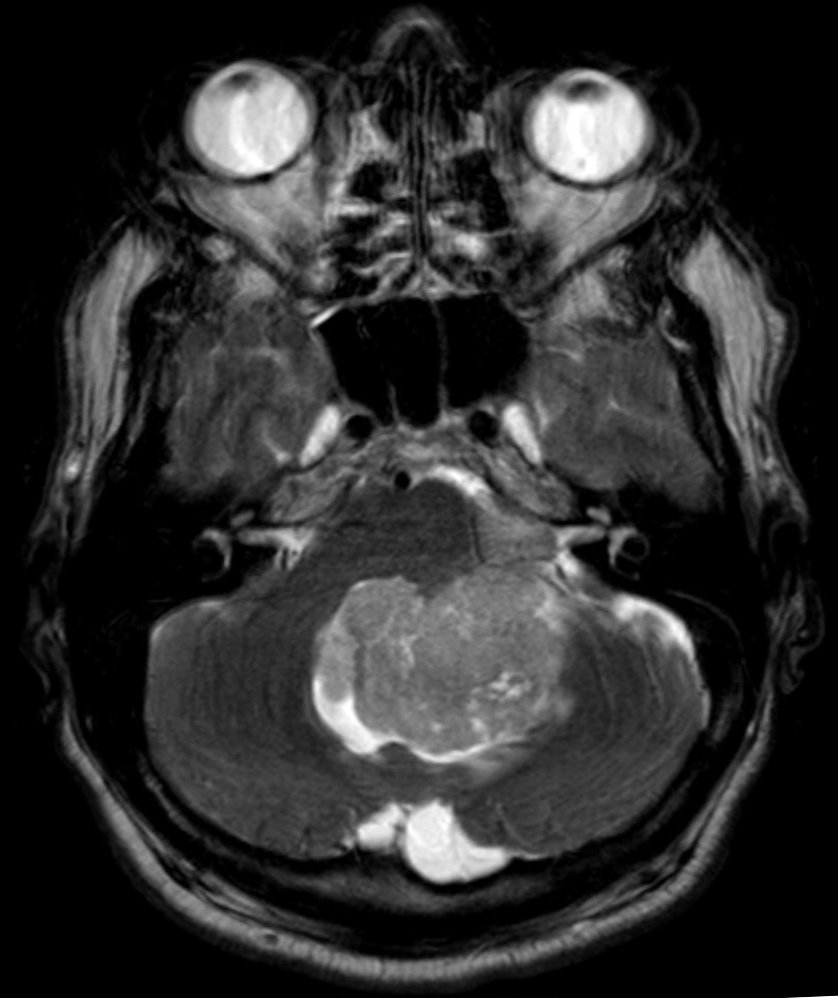
Ependimoma del quarto ventricolo in RMN
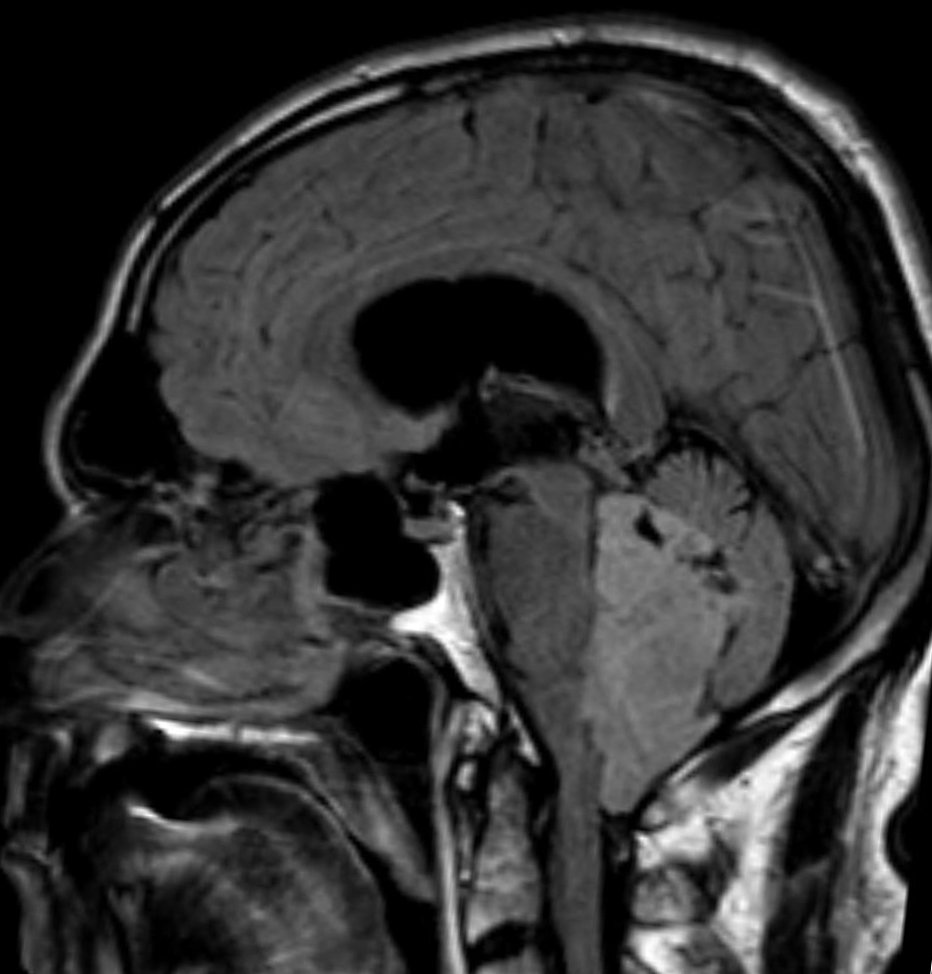
Ependimoma del quarto ventricolo in RMN
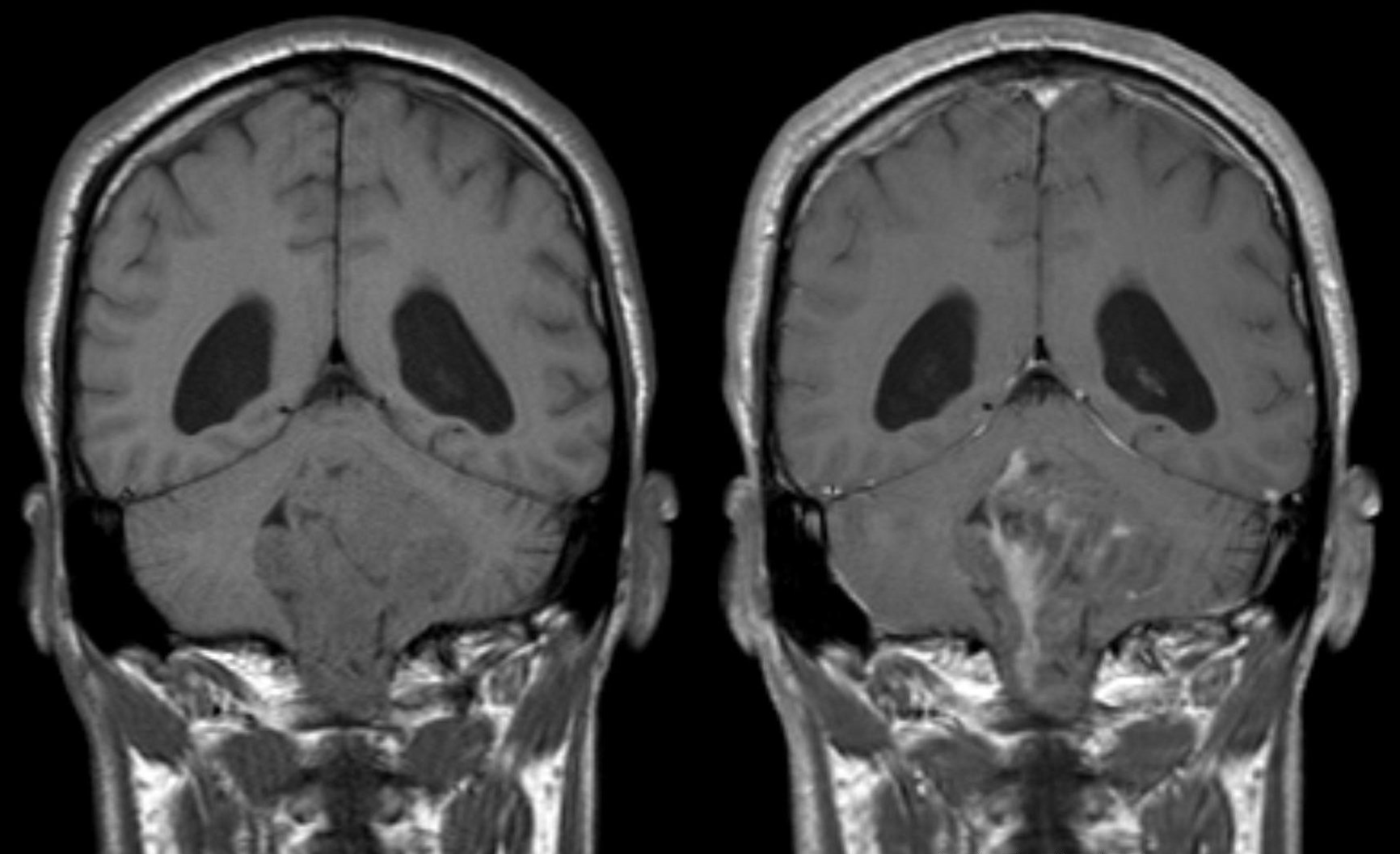
Ependimoma del quarto ventricolo in RMN. A destra con mezzo di contrasto, a sinistra senza.